# إيسترن سبورتس
نادي إيسترن سبورتس (بالصينية: 東方體育會足球隊有限公司) هو نادي كرة قدم صيني تأسس في 1932 ، يقع مقره الرئيسي في هونغ كونغ، ويديريه Peter Leung ‏، ويلعب في دوري هونغ كونغ الممتاز.

## وصلات خارجية
- الموقع الرسمي